# Pantonyssus puncticollis
Pantonyssus puncticollis är en skalbaggsart som beskrevs av Martins 1995. Pantonyssus puncticollis ingår i släktet Pantonyssus och familjen långhorningar. Inga underarter finns listade i Catalogue of Life.